# Conidiobolus brefeldianus
Conidiobolus brefeldianus är en svampart som beskrevs av Couch 1939. Conidiobolus brefeldianus ingår i släktet Conidiobolus och familjen Ancylistaceae.   Inga underarter finns listade i Catalogue of Life.